# Copa Amazonas 2015
In 2015 werd de eerste editie van de Copa Amazonas gespeeld voor voetbalclubs uit Braziliaanse staat Amazonas. De competitie werd georganiseerd door de FAF en werd gespeeld van 14 tot 30 oktober. Fast Clube werd kampioen en mocht daardoor deelnemen aan de Copa Verde 2016.

## Eerste fase
| Plaats | Club       | Wed. | W | G | V | Saldo | Ptn. |
| ------ | ---------- | ---- | - | - | - | ----- | ---- |
| 1.     | Manaus     | 4    | 4 | 0 | 0 | 7:0   | 12   |
| 2.     | Fast Clube | 4    | 3 | 0 | 1 | 12:3  | 9    |
| 3.     | Holanda    | 4    | 2 | 0 | 2 | 4:11  | 6    |
| 4.     | Nacional   | 4    | 1 | 0 | 3 | 4:7   | 3    |
| 5.     | Operário   | 4    | 0 | 0 | 4 | 4:9   | 0    |

|  | Geplaatst voor tweede fase |

## Finale
|                  |                       |       |                                                    |                                         |
| 30 oktober Terug | Manaus                | 2 – 5 | Fast Clube                                         | Estádio Municipal Carlos Zamith, Manaus |
| 30 oktober Terug | Clailson 28' Purá 94' |       | 29', 70' Jack Chan 29' Delciney 51', 70' Romarinho | Estádio Municipal Carlos Zamith, Manaus |

### Kampioen
| Copa Amazonas de 2015    |
| Manaus                   |
| ------------------------ |
| FAST Kampioen (1° titel) |